# Komolec, Kočevje
Komolec je naselje v Občini Kočevje brez stalnih prebivalcev.